# Distretto di San Francisco de Asís de Yarusyacán
Il distretto di San Francisco de Asis de Yarusyacán è uno dei tredici distretti della provincia di Pasco, in Perù. Si trova nella regione di Pasco e si estende su una superficie di 117,7 chilometri quadrati.
Istituito il 16 settembre 1961, ha per capitale la città di Yarusyacán.